# Frederick Copleston

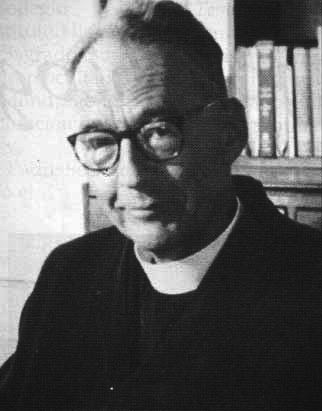
Frederick Copleston

Frederick Charles Copleston (* 10. April 1907 in Taunton, Somerset, England; † 3. Februar 1994 in London, England) war ein britischer Jesuit und Philosoph, der eine in der angelsächsischen Welt sehr angesehene Geschichte der Philosophie in neun Bänden verfasst hat.

## Leben
Copleston wuchs in einer anglikanischen Familie auf (sein Onkel, Reginald Stephen Copleston, war Bischof von Kalkutta), aber er konvertierte zur Römisch-Katholischen Kirche und trat 1930 der Gesellschaft Jesu bei. Er unterrichtete unter anderem an der Päpstlichen Universität Gregoriana in Rom und der Santa Clara University in Kalifornien. Zwischen 1946 und 1975 veröffentlichte er eine umfangreiche Geschichte der Philosophie, die den Glaubenshintergrund des Autors zwar erkennen lässt, aber auch in der Behandlung von gegensätzlichen philosophischen Ansichten als ausgesprochen fair gilt.
1948 diskutierte er in einer oft zitierten BBC-Sendung mit Bertrand Russell über die Existenz Gottes. Dabei vertrat er die leibniz-clarksche Version des kosmologischen Gottesbeweises, der Russell durch eine Grundsatzkritik am Begriff „notwendige Existenz“ begegnet.
Copleston wurde 1970 in die Britische Akademie aufgenommen und erhielt 1993 den CBE.

## Schriften
- A History of Philosophy, IMAGE BOOKS 1993-1994 (mit zwei Ergänzungsbänden)

1. Greece and Rome: From the Pre-Socratics to Plotinus
2. Medieval Philosophy: From Augustine to Duns Scotus
3. Late Medieval and Renaissance Philosophy: Ockham, Francis Bacon, and the Beginning of the Modern World
4. Modern Philosophy: From Descartes to Leibnitz
5. Modern Philosophy: The British Philosophers from Hobbes to Hume
6. Modern Philosophy: From the French Enlightenment to Kant
7. Modern Philosophy: From the Post-Kantian Idealists to Marx, Kierkegaard, and Nietzsche
8. Modern Philosophy: Empiricism, Idealism, and Pragmatism in Britain and America
9. Modern Philosophy: From the French Revolution to Sartre, Camus, and Levi-Strauss
10. Russian Philosophy
11. Logical Positivism and Existentialism

- Friedrich Nietzsche: Philosopher of Culture, 1942, 1975
- Arthur Schopenhauer: Philosopher of Pessimism, 1946
- A History of Medieval Philosophy, 1952, 1972 (Übers.: Geschichte der Philosophie im Mittelalter, 1976)
- Aquinas, 1955.
- Contemporary Philosophy: Studies of Logical Positivism and Existentialism, 1956, 1972
- Religion and Philosophy, 1974
- Philosophers and Philosophies, 1976
- On the History of Philosophy and Other Essays, 1979
- Philosophers and Culture, 1980
- Religion and the One: Philosophies East and West, 1982
- Philosophy in Russia: From Herzen to Lenin and Berdyaev, 1986
- Russian Religious Philosophy, 1988
- Memoirs of a Philosopher, 1993